# حکیم میسری
حکیم میسری ( زاده ۳۲۴ ه‍.ق در خراسان)، نویسنده قدیمی‌ترین اثر نظام مند در زمینه پزشکی، که به دانشنامه میسری معروف است

## زندگی‌نامه
میسری «دانشنامه» را در سال ۳۷۰ ه. ق به پایان رساند و خود را  ۴۶ ساله دانسته‌است بنابر این تولد او باید در حدود در سال ۳۲۴ ه‍.ق باشد. در «دانشنامه» هیچ اشاره ای به زادگاه و سکونتگاه او نشده‌است؛ تا آنجا که ایران را وطن خود نامیده و گفته‌است که عملاً در تألیف کتابی در زمینه پزشکی مشارکت دارد و در نوشتن آن به زبان عربی یا فارسی تردید دارد و از آنجایی که همشهریانش پارسی زبان بوده‌اند تصمیم گرفت کتابش را به زبان فارسی بنویسد تا از آن بهره بهتر و بیشتر ببرند.
او احتمالاً اهل خراسان است.